# Stejnopohlavní manželství v Irsku
Stejnopohlavní manželství je v Irsku legální od 16. listopadu 2015 po kladném výsledku referenda o novele ústavy definující manželství jako trvalý svazek dvou osob konaném 22. května 2015. Tato nová legislativa byla podepsána irským prezidentem jako Čtyřiatřicátá novela irské ústavy 29. srpna 2015.

## Pozadí
Nová ústavní definice manželství s sebou přinesla změnu manželského zákona přijatou irským parlamentem Oireachtasem 22. října 2015 a podepsanou prezidentskou komisí 29. října 2015, která umožňuje uzavírání sňatků i párům stejného pohlaví. Manželství homosexuálních párů se v Irsku začala uzavírat od 16. listopadu 2015. První taková svatba se konala ihned následující den 17. listopadu 2015. Registrované partnerství právně upravené v zákoně o registrovaném partnerství a právech a povinnostech soužijících osob (Civil Partnerhip and Certain Rights and Obligations of Cohabitants Act 2010) garantovalo homosexuálním párům určitá práva a povinnosti plynoucí z občanského sňatku, ale ne všechny.
Podle sčítání lidu v r. 2011 žilo v Irsku 143 600 nesezdaných párů, což je proti roku 2002 nárůst o 77 000. Páry stejného pohlaví činily 4 042, což je nárůst 1 300.

### Komise pro právní reformu (2000–2006)
V prosinci 2000 požádala vláda komisi pro právní reformu, aby se zabývala druhou částí reformy irského právního řádu, kterými byly aspekty vzájemného soužití. V dubnu 2004 zveřejnila tato komise konzultační list s navrhovanými právními rámci pro osoby žijící ve společně hospodařící domácnosti. Zpráva obsahovala analýzu problematiky soužití homosexuálních párů. Z vybraných odpovědí sestavil ministr spravedlnosti Michael McDowell finální report publikovaný v prosinci 2006.
Konzultační návrhy požadovaly 'vhodný' právní rámec pro kvalifikované nesezdané soužití. Kvalifikovaným soužitím byly definovány nemanželské heterosexuální páry a homosexuální páry žijící ve společně hospodařící domácnosti a odkázané na vzájemnou výživu minimálně 2 roky (v některých případech 3 roky), jejichž soužití se svojí povahou podobá manželství, a tudíž je oprávněné být uznávané soudní mocí.
Komise prozkoumala několik příslušných oblasti jako jsou majetková práva, dědictví, vyživovací povinnost, důchody, sociální péče a daně. Z výsledků zkoumání pak vyvodila, jak by měla přibližně vypadat právní úprava kvalifikovaných soužití. Na rozdíl od manželství, z jehož existence tato práva a povinnosti vyplývají automaticky, by tato byla přiznávána příslušnými soudy. Cílem komise bylo se snažit, aby právní rámec kvalifikovaného soužití, pokud možno, co nejméně kopíroval manželství kvůli obavám o možný rozpor s ústavní ochranou rodiny.
Součástí analýzy byla také doporučení týkající se dalších záležitostí, včetně psaní posledních vůlí, vzájemného zastupování v běžných záležitostech atd.

### Ústavní přezkum (2004–2006)
Ústavní komise při Oireachtasu sestávající ze členů parlamentu napříč celým politickým spektrem změněná v prosinci 2002 byla pověřená přezkumem ústavy. V říjnu 2004 se zabývala články týkajícími se rodiny. Předseda Denis O'Donovan uvedl, že při přezkoumávání těchto článků nebylo vůbec jednoduché je chápat v souvislosti s jejich účelem, tedy sloužit nejlepšímu zájmu jedince a společnosti, a s ním souvisejícími změnami, které přinese větší stabilita dvou lidí. Za nejožehavější téma v komisi byla definice rodiny a právo stejnopohlavních párů na sňatek.
Relevantními a důležitými články jsou 40.3, 41 a 42
Článek 41
1°Stát garantuje zvláštní ochranu instituci manželství, která tvoří základ pro vznik rodiny a z ní vyplývající výchovy dětí.
Na jaře 2005 se uskutečnila tisková konference, na níž byli členové komise značnou většinou 60 % vyzváni k tomu, aby se v žádném případě nepokusili o ústavní změnu manželství nebo rodiny. Mezi odpůrci převažovali členové Pro Life Campaign, Family Solidarity a Mother and Child Campaign. The final report, Desátou prozatímní zprávu komise publikoval 24. ledna 2006 taoiseach Bertie Ahernová. V ní doporučovala se nijak nepokoušet o změnu ústavních definic, které by s velkou pravděpodobností neprošli v plebiscitu. Na základě tohoto nabízela zákon o registrovaném partnerství homosexuálních i heterosexuálních párů, který by jim nabízel určitá dědická a daňová práva a povinnost vzájemné výživy. Za kontroverzní bylo považované uznávání vzájemného soužití ze strany soudů, jak doporučovala komise pro právní reformu, pokud by se jednalo o heterosexuální páry. Základem tohoto omezení byl fakt, že by pro soudy bylo jednoduché uznat platnost heterosexuálního vztahu, pokud by v něm byly děti.

### Colley Report (2005–2006)
20. prosince 2005 oznámil ministr spravedlnosti Michael McDowell, že vytvoří pracovní skupinu při Ministerstvu spravedlnosti, která se bude zabývat optimalizací vládního doporučení. K tomu došlo den poté, co se v severoirském Belfastu uskutečnily první svatební obřady registrovaného partnerství, které v tom roce přijalo Spojené království. Vládní představitelé uvedli, že by se k podobnému kroku mohlo odhodlat Irsko ihned, ale taoiseach Bertie Ahern uvedl, že na něco takového není z důvodu nadcházejících voleb čas.
Pracovní skupině předsedala bývalá poslankyně dolní komory Oirechtasu Dáil Éireann. Mezi jejími členy byli i zástupci GLEN, lobbistické organizace za LGBT práva. Jako taková řekla, že jejími doporučeními je občanský sňatek pro všechny. V květnu 2006 se uskutečnila konference s touto skupinou s odborníky ze zemí, které už přijaly registrované partnerství, případně stejnopohlavní manželství. Během svého projevu byl ministr McDowell několikrát přerušen členy Starobylého řádu Hiberniánů (Ancient Order of Hibernians), který odmítal vládní návrhy.
V reakci na report z března 2006 prezentovala v listopadu 2006 výše uvedená skupina vládním představitelům svůj vlastní. Zde doporučili, aby registrované partnerství vyřešilo podstatnou většinu problematiky soužití homosexuálních párů a nesezdaných heterosexuálních párů s tím, že jim nebude garantovat všechny benefity plynoucí za sňatku. Otevření občanských sňatků homosexuálním párům by mělo představovat ústavní změnu. Zpráva se také zmiňovala o právním přístupu k osobám žijícím ve vzájemně hospodařící domácnosti po minimální dobu tří let nebo vzájemně pečujících o děti. Neobsahuje žádná doporučení pro páry žijící v nemanželském svazku z nejasných příčin. Vládní kabinet tuto zprávu sice přezkoumal, ale do generálních voleb v r. 2007 nepřijal žádnou příslušnou legislativu. Zároveň odmítl opoziční legislativu s tím, že je třeba počkat ne rozhodnutí Nejvyššího soudu v kauze Zapponne vs. Revenue Commissioners.

### Jiné iniciativy a NGO

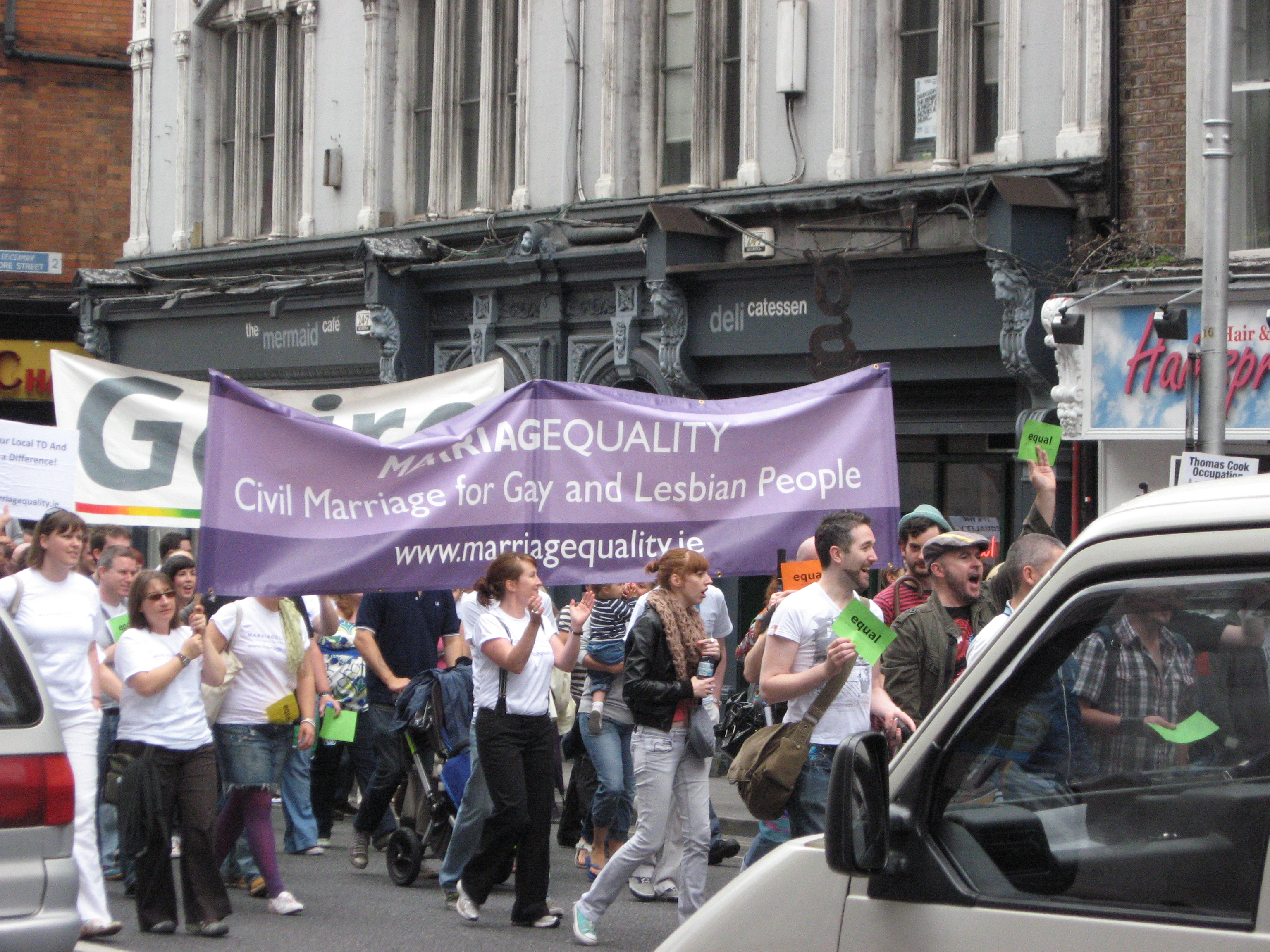
Demonstrace s transparentem MarriageEquality na podporu legalizace stejnopohlavního manželství v Irsku, Dublin

Equality Authority: V lednu 2001 zpracovaly autority zprávu o stejnopohlavním partnerství v Irsku, jejímž vyvrcholením bylo otevření veřejné debaty. V květnu 2002 vydaly Equality Authority formální zprávu o rovnosti leseb, gayů a bisexuálů, která nastiňovala široké veřejnosti nedostatečnou právní jistotu pro homosexuální páry v irských zákonech. V závěru tohoto dokumentu byla doporučená příslušná právní opatření, která spočívala v právním uznání homosexuálních svazků, jejich rovnosti s manželstvím, zejména pak ve věcech rodičovství, dědictví, zdanění a eliminaci diskriminace.
NESF: V dubnu 2003 publikovalo Národní ekonomické a sociální fórum (National Economic and Social Forum, NESF) zprávu č. 27. Ta obsahovala implementaci politiky gay, lesbické a bisexuální rovnosti. Doporučení zahrnovala i požadavky na Komisi pro právní reformu dosáhnout rovnosti homosexuálních párů, jak požaduje příslušné zprávy.
Human Rights Commission: Na základě zprávy o nesezdaných párech prezentované ministru spravedlnosti v květnu 2006 začala irská komise pro lidská práva (Irish Human Rights Commission) vyhodnocovat mezinárodní standardy nemanželských párů ve vztahu k požadovaným změnám v irském právu z lidskoprávní perspektivy. Komise požadovala právní uznávání všech nesezdaných soužití, ale ne zpřístupnění občanských sňatků homosexuálním párům. V lednu 2009 zveřejnila zprávu o aspektech registrovaného partnerství.
Irish Council for Civil Liberties: Právní uznání partnerských práv a poukazování na nerovnosti v rodinném právu byly jedním ze strategických cílů ICCL v letech 2004-2009. V prosinci 2004 sice uvítala návrhy Právní reformy s tím, že ale registrované svazky jsou pouze tou nejmenší nutností. V rádiovém rozhovoru v r. 2005 uvedli členové ICCL, že by téma občanských sňatků rozhodně nemuselo být nutně předmětem vypsání celonárodního referenda. Nicméně jejich zpráva z května 2006 na toto téma „Rovnost všech rodin“ (Equality for All Families) podepsaná a zveřejněná jejím zakladatelem Kaderem Asmalem hovoří pouze o registrovaném partnerství s tím, že by se ústavní definice občanských sňatků a rodiny měla posuzovat z hlediska nejlepšího zájmu dítěte. Její změna obsahující právo na sňatek bez ohledu na sexuální orientaci tudíž vyvolává potřebu referenda.

## Registrované partnerství
Registrované partnerství zavedené zákonem Civil Partnership and Certain Rights and Obligations of Cohabitants Act 2010 poskytlo stejnopohlavním párům práva a povinnosti podobné, ale ne stejné jako v případě občanského sňatku. Možnost uzavřít registrované partnerství skončila 16. listopadu 2015. Ústavní ochrana poskytovaná manželům, jako například to, že manžel svědka není ve většině případů nucen vypovídat proti svému manželovi, je jedním z příkladů ochrany poskytované v rámci registrovaného partnerství. Manželé se dále mohou domáhat výsady v rozsahu nezbytném pro ochranu ústavního práva na manželské soukromí. U partnerských svazků žádná taková ústavní ochrana neexistovala. Další nerovnosti existovaly ve vztahu k rodinnému, imigračnímu a dalším druhům irského práva. Právní předpisy rovněž poskytovaly práva účastníkům dlouhodobých partnerských vztahů (opačného nebo stejného pohlaví), kteří neuzavřeli občanské partnerství nebo manželství. Následující příspěvek se zaměřuje především na aspekt zákona týkající se partnerství osob stejného pohlaví, na rozdíl od aspektu společného soužití.
Zákon o registrovaném partnerství vstoupil v platnost 1. ledna 2011. Očekávalo se, že první obřady se uskuteční až v dubnu 2011 kvůli tříměsíční čekací lhůtě, kterou zákon vyžaduje pro všechny civilní obřady. Legislativa však poskytla mechanismus, který umožňuje žádat o výjimky prostřednictvím soudů, a první partnerství, které bylo uzavřeno mezi dvěma muži, bylo zaregistrováno 7. února 2011. Tento obřad se sice uskutečnil veřejně na civilním registračním úřadě v Dublinu, ale média nebyla přítomna.
Dne 5. dubna 2011, tedy v den, který se původně předpokládal jako datum prvních obřadů, se v médiích objevily zprávy o uzavírání partnerství, které se uskutečnilo mezi Hughem Walshem a Barrym Dignamem v Dublinu.
Daňové kódy byly v červenci 2011 změněny zákonem Finance (No. 3) Act 2011 tak, aby zohledňovaly partnerské vztahy. Zákon má v zásadě zpětnou účinnost k 1. lednu 2011 a v daňových otázkách vytváří faktickou rovnost mezi partnery na jedné straně a sezdanými osobami na straně druhé. Zákon o sociálním zabezpečení byl již v prosinci 2010 novelizován tak, aby zohledňoval partnerské vztahy.
Registrace partnerských svazků byla ukončena v den, kdy v listopadu 2015 vstoupila v platnost legislativa o manželství osob stejného pohlaví, ačkoli stávající partnerské svazky si mohou zachovat svůj vztahový status, protože nedochází k automatickému převodu partnerského svazku na manželství.

## Manželství

### Kauza
V listopadu 2004 přijal Vrchní soud kauzu manželství uzavřené mezi Katherine Zapponeovou a Ann Lousie Gilliganovou v kanadském Vancouveru z hlediska společného zdanění. K hlavnímu líčení došlo v říjnu 2006. Rozsudek byl vydán v prosinci 2006 a stálo v něm, že irská ústava uznává pouze manželství mezi mužem a ženou. V únoru 2007 se obě ženy proti tomuto rozsudku odvolaly k Nejvyššímu soudu. Ten se jejich případem začal zabývat v r. 2012, ačkoli v té době již proběhly příslušné změny zákonů, zejména pak zákon o civilní registraci 2004 a zákon o registrovaném partnerství, 2010.

### Příprava referenda
Když v březnu 2011 sestavil premiér Enda Kenny irskou vládu, vytvořil Ústavní konvenci zabývající se rozsáhlými novelami irské ústavy, mezi které spadalo také stejnopohlavní manželství. 10. července 2012 rozhodla Dáil Éireann o zahrnutí stejnopohlavního manželství do práce Ústavní konvence. 14. dubna 2013 se tématem stejnopohlavního manželství zabýval celý irský parlament Oireachtas s tím, že se vypíše celonárodní referendum. 2. července 2013 zaslala Ústavní konvence Oireachtasu příslušnou zprávu, na níž měl do čtyř měsíců odpovědět.
5. listopadu 2013 bylo oficiálně oznámeno, že se referendum o manželství pro všechny bude konat přibližně v prvním pololetí roku 2015. 1. července 2014 oznámil taoiseach Enda Kenny, že se referendum o stejnopohlavním manželství bude konat na jaře 2015. Jako konečné datum pak byl stanoven 22. květen 2015.
Novela zákona o dětech a rodině (Children and Family Relationships Act) z 6. dubna 2015 umožnila stejnopohlavním párům společné osvojení dětí, osvojení nevlastního dítěte, a rovněž také přístup k metodám asistované reprodukce.
18. ledna 2016 nabyly účinnosti klíčové aspekty zákona (včetně manželů, nevlastních rodičů, registrovaných partnerů a soužijících osob ve vztahu k poručenství a svěření dítěte do péče) po přijetí nařízení Ministerstva spravedlnosti a rovnosti. Ustanovení týkající se společného osvojení ještě není účinným.

### Referendum o manželské rovnosti

Jak hlasovaly jednotlivé irské volební obvody podle hrabství.
72.5%–75%
70%–72.49%
67.5%–69.99%
65%–67.49%
62.5%–64.99%
60%–62.49%
57.5%–59.99%
55%–57.49%
52.5%–54.99%
50%–52.49%
48.58%

Zpracování příslušné novely ústavy bylo přesunuto na 21. ledna 2015. V referendu se rozhodovalo o přijetí následujícího znění článku 41 ústavy Irské republiky:
| „ | Manželství je trvalý svazek dvou osob vzniklý zákonným způsobem. Podmínka rozdílnosti pohlaví snoubenců se nepřipouští. | “ |

V březnu 2015 publikovalo Ministerstvo spravedlnosti a rovnosti obecné schéma nového manželského zákona. Návrh obsahoval veškeré související legislativní změny, pokud navržená novela bude přijata. Jejich součástí bylo odstranění všech zákazů manželství párů stejného pohlaví, neboť samotná ústavní novela sama o sobě ruší a prohlašuje za neplatné veškeré zákony a právní předpisy, které mají nižší právní sílu, což se týká i registrovaného partnerství a celého právního řádu, který by se jí musel přizpůsobit, tedy se celkově zreformovat.
Referendum o manželské rovnosti se konalo 22. května 2015. Z celkových 43 volebních obvodů se 62,07 % oprávněných voličů vyslovilo pro přijetí nové legislativy. Po vyhlášení výsledků slíbila ministryně spravedlnosti Frances Fitzegaraldová, že příslušnou legislativu by měl Oireachtas přijmout, co nejrychleji, tedy přibližně v červnu nebo červenci 2015, aby se stejnopohlavní manželství stalo realitou, jak požaduje irský lid. Vládní a parlamentní práce na nové legislativě však zpozdily neúspěšné pokusy o zpochybnění výsledků referenda.
Návrh čtyřiatřicáté novely irské ústavy (manželská rovnost) 2015
| Možnost hlasování               | Počet hlasů | Počet hlasů (%) |
| ------------------------------- | ----------- | --------------- |
| Ano                             | 1 201 607   | 63,47           |
| Ne                              | 734 300     | 37,93           |
| Platné hlasy                    | 1 935 907   | 99,29           |
| Neutrální postoj/neplatné hlasy | 13 818      | 0,71            |
| Celkem                          | 1 949 725   | 100,00          |
| Registrovaní voliči a účast     | 3 221 681   | 60,52           |

### Manželský zákon 2015
16. září 2015 poté, co Nejvyšší soud odmítnul žalobu zpochybňující platnost výsledků referenda, předložila ministryně Fitzgeraldová návrh manželského zákona celému vládnímu kabinetu. Mluvčí ministerstva prohlásila, že cílem návrhu je přijmout zákon tak rychle, jak jenom to bude možné, aby se první stejnopohlavní manželství mohla uzavřít ještě tento rok. Podle legislativy se první stejnopohlavní manželství budou týkat těch, kteří chtějí změnit svá stávající registrovaná partnerství na manželství. Návrh manželského zákona prošel celým legislativním procesem 22. října 2015. 29. října 2015 byl návrh podepsán prezidentskou komisí, čímž byl definitivně přijat jako manželský zákon 2015.

### Začátek
Veškeré homosexuální páry, které chtějí uzavřít sňatek, mají tříměsíční oznamovací povinnost (stejně jako heterosexuální páry). Registrované stejnopohlavní páry, které chtějí změnit svůj stav, mají tuto lhůtu zkrácenou na pět dní. Od 16. listopadu 2015 jsou v Irsku uznávána veškerá stejnopohlavní manželství uzavřená v zahraničí. První svatební obřady tohoto typu se uskutečnily ihned následující den 17. listopadu 2015.

### Následné změny
5. května 2016 oznámili James Reilly a ministr pro děti a mladistvé, že irská vláda přijala návrh novely adopčního zákona 2016. Účelem návrhu byla novela adopčního zákona 2010, tak aby byl kompatibilní s jednatřicátou novelou irské ústavy (dětské referendum). Návrh garantuje dvěma osobám bez ohledu na rodinný vztah adopci dětí, tedy i manželským homosexuálním párům. Návrh přijal Dáil 30. listopadu 2016 a momentálně leží v Seanadu.

### Statistiky
Od 16. listopadu 2015 do 31. prosince 2015 bylo v Irsku zavřeno 47 gay a 44 lesbických manželství.
Několik dní před výročím referenda o manželské rovnosti zveřejnilo Ministerstvo sociálních věcí statistiku stejnopohlavních manželství uzavřených od listopadu 2015. Za těchto 6 měsíců uzavřelo manželství 412 homosexuálních párů.
| Irská hrabství | Manželství | Hrabství  | Manželství |
| -------------- | ---------- | --------- | ---------- |
| Carlow         | 1          | Longford  | 2          |
| Cavan          | 4          | Louth     | 8          |
| Clare          | 0          | Mayo      | 3          |
| Cork           | 43         | Meath     | 5          |
| Donegal        | 11         | Monaghan  | 1          |
| Dublin         | 213        | Offaly    | 6          |
| Galway         | 14         | Roscommon | 2          |
| Kerry          | 9          | Sligo     | 4          |
| Kildare        | 11         | Tipperary | 4          |
| Kilkenny       | 7          | Waterford | 5          |
| Laois          | 3          | Westmeath | 2          |
| Leitrim        | 1          | Wexford   | 11         |
| Limerick       | 25         | Wicklow   | 17         |

Rok po nabytí účinnosti manželského zákona bylo v Irsku oddáno 1 082 homosexuálních párů, průměrně 21 svateb týdně. 450 těchto svateb se uskutečnilo v Dublinu, 93 v Corku, 56 ve Wicklow a 48 v Kildare. Hrabství s nejmenším počtem stejnopohlavních manželství bylo Longford se dvěma následované Roscommonem se třemi a Leitrimem s pěti.
V r. 2016 uzavřelo manželství 1 056 stejnopohlavních párů. Poprvé mohly homosexuální páry uzavřít manželství po celý rok. 606 z nich byly gay a 450 lesbické páry.
| Rok  | Ženská | Mužská | Celkem |
| ---- | ------ | ------ | ------ |
| 2015 | 44     | 47     | 91     |
| 2016 | 450    | 606    | 1,056  |

## Veřejná debata

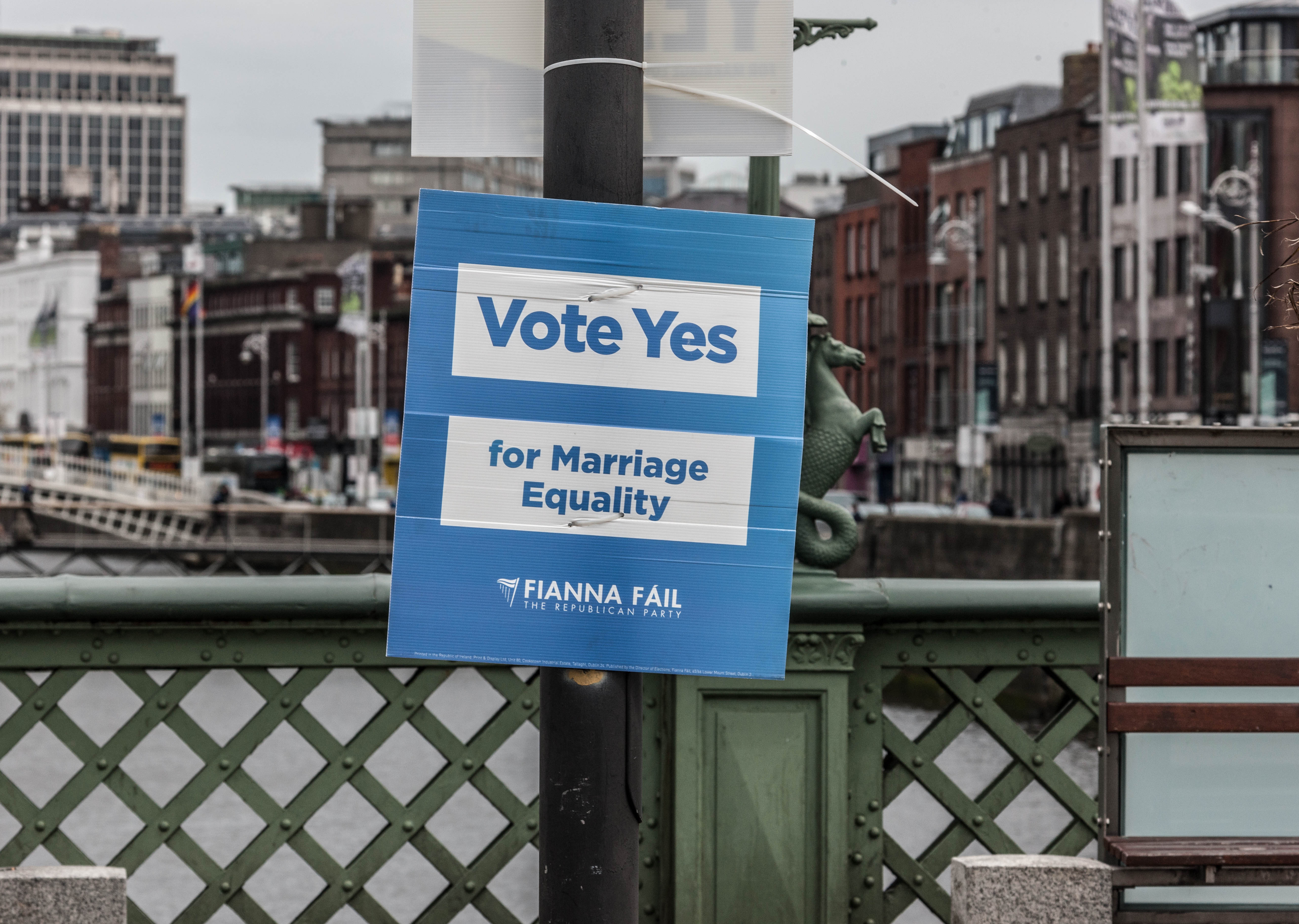
Plakát Fianna Fáil podporující přijetí Čtyřiatřicátého dodatku irské ústavy

Po dekriminalizaci sodomie v roce 1993 nebyla v Irsku LGBT práva považována za důležité politické téma. Od roku 2001 se nicméně irská média začala stále více a více zajímat o vývoj v zahraničí ve vztahu k problematice legalizace stejnopohlavních svazků. Pozornost byla věnována zejména právním překážkám, jimž irské homosexuální páry čelí, surogátnímu mateřství, adopci, legalizaci stejnopohlavních svazků a jejich vnímáni z náboženského hlediska a zahraničnímu homosexuálnímu partnerství irských politiků. Pozornosti neušla ani legalizace registrovaného partnerství v sousední Velké Británii v roce 2005, které lze uzavírat v Severním Irsku.
Irští zákonodárci začali na téma homosexuality a stejnopohlavních svazků veřejně diskutovat v roce 2003. Někteří začínali předkládat první návrhy příslušných zákonů, jiní se odvolávali na učení katolické církve. Ve společnosti byly reakce spíše pozitivní. Online průzkum z roku 2005 ukázal, že většina Irů považuje alespoň částečnou legalizaci stejnopohlavních svazků za nevyhnutelnou. Jiné relevantnější studie, které proběhly v roce 2006, ukázaly ještě silnější podporu 80 % legalizaci partnerství párů stejného pohlaví s těsnou většinu, která by byla pro manželství. Jinak tomu bylo v případě LGBT adopce, kde byly hodnoty nižší.
Některé veřejné a náboženské osobnosti, včetně katolických biskupů a  irské církve, taktéž podporovali určité uznání stejnopohlavního partnerství, které ale bude odlišné od manželství.
V irských parlamentních volbách 2002 vyjádřily podporu právům homosexuálních párů pouze dvě politické strany - zelení a labouristé. V roce 2004 se ale pro legalizaci stejnopohlavního soužití vyjádřila i irská vládní koalice Fianna Fáil/Progresivní demokracie. V tomtéž roce vydala Fine Gael jako první politická strana jasné podpůrné stanovisko ve vztahu k registrovanému partnerství.
V kampani před irskými parlamentními volbami 2007 všechny politické strany podporovaly legalizaci registrovaného partnerství pro páry stejného pohlaví, přičemž Sinn Féin a Zelení se vyslovily pro občanské sňatky. Součástí kampaně všech politických stran byl také manifest homosexuálním párům zveřejněné v Gay Community News. V r. 2012 se Sinn Féin dokonce rozhodla přesunout otázku legalizace stejnopohlavního manželství na úroveň komunální politiky.
Stávající a nově vznikající gay organizace jako GLEN, GLUE a Noise vedly kampaň ze uznání stejnopohlavních svazků od r. 2006.
Do listopadu 2013 mělo stejnopohlavní manželství podporu ve všech politických stranách zastoupených v Dáilu, dolní komoře irského parlamentu: Labouristická strana, Zelení, Socialistická strana, Sinn Féin, Fianna Fáil, a Fine Gael.